# Erin Simmons
Erin Simmons (* 9. Juli 1976 in West Vancouver) ist eine ehemalige kanadische Snowboarderin. Sie startete in der Disziplin Snowboardcross.

## Werdegang
Simmons nahm im Dezember 2001 in Whistler erstmals am Snowboard-Weltcup teil, wobei sie den 11. Platz errang. In der Saison 2003/04 kam sie mit sechs Top-Zehn-Platzierungen, darunter Platz drei in Jōetsu auf den zehnten Platz im Snowboardcross-Weltcup und erreichte damit sein bestes Gesamtergebnis. Nach Platz 11 bei den Snowboard-Weltmeisterschaften 2005 in Whistler, fuhr sie in Lake Placid auf den zweiten Platz und in der Sierra Nevada sowie in Tandådalen jeweils auf den sechsten Rang und errang damit den 17. Platz im Snowboardcross-Weltcup. In der Saison 2005/06 belegte sie mit zwei dritten Plätzen in Whistler den 29. Platz im Gesamtweltcup sowie den 12. Rang im Snowboardcross-Weltcup und bei ihrer einzigen Olympiateilnahme im Februar 2006 in Turin den 17. Platz. Ihren 21. und damit letzten Weltcup absolvierte sie im März 2006 in Furano, welchen sie auf dem 14. Platz beendete.

## Teilnahmen an Weltmeisterschaften und Olympischen Winterspielen

### Olympische Winterspiele
- 2006 Turin: 17. Platz Snowboardcross

### Snowboard-Weltmeisterschaften
- 2005 Whistler: 11. Platz Snowboardcross

## Weltcup-Gesamtplatzierungen
| Saison  | Gesamt | Gesamt | Snowboardcross | Snowboardcross |
| Saison  | Punkte | Platz  | Punkte         | Platz          |
| ------- | ------ | ------ | -------------- | -------------- |
| 2001/02 | -      | -      | 240            | 42.            |
| 2003/04 | -      | -      | 2035           | 10.            |
| 2004/05 | -      | -      | 1600           | 17.            |
| 2005/06 | 2400   | 29.    | 2400           | 12.            |